# Thibodaux
Thibodaux is een plaats (city) in de Amerikaanse staat Louisiana, en valt bestuurlijk gezien onder Lafourche Parish, waarvan het de hoofdplaats is. De plaats is genoemd naar Henry Thibodaux, lid van de Senaat van Louisiana en gouverneur van Louisiana in 1824.
Thibodaux is een zetel van het rooms-katholieke bisdom Houma-Thibodaux.

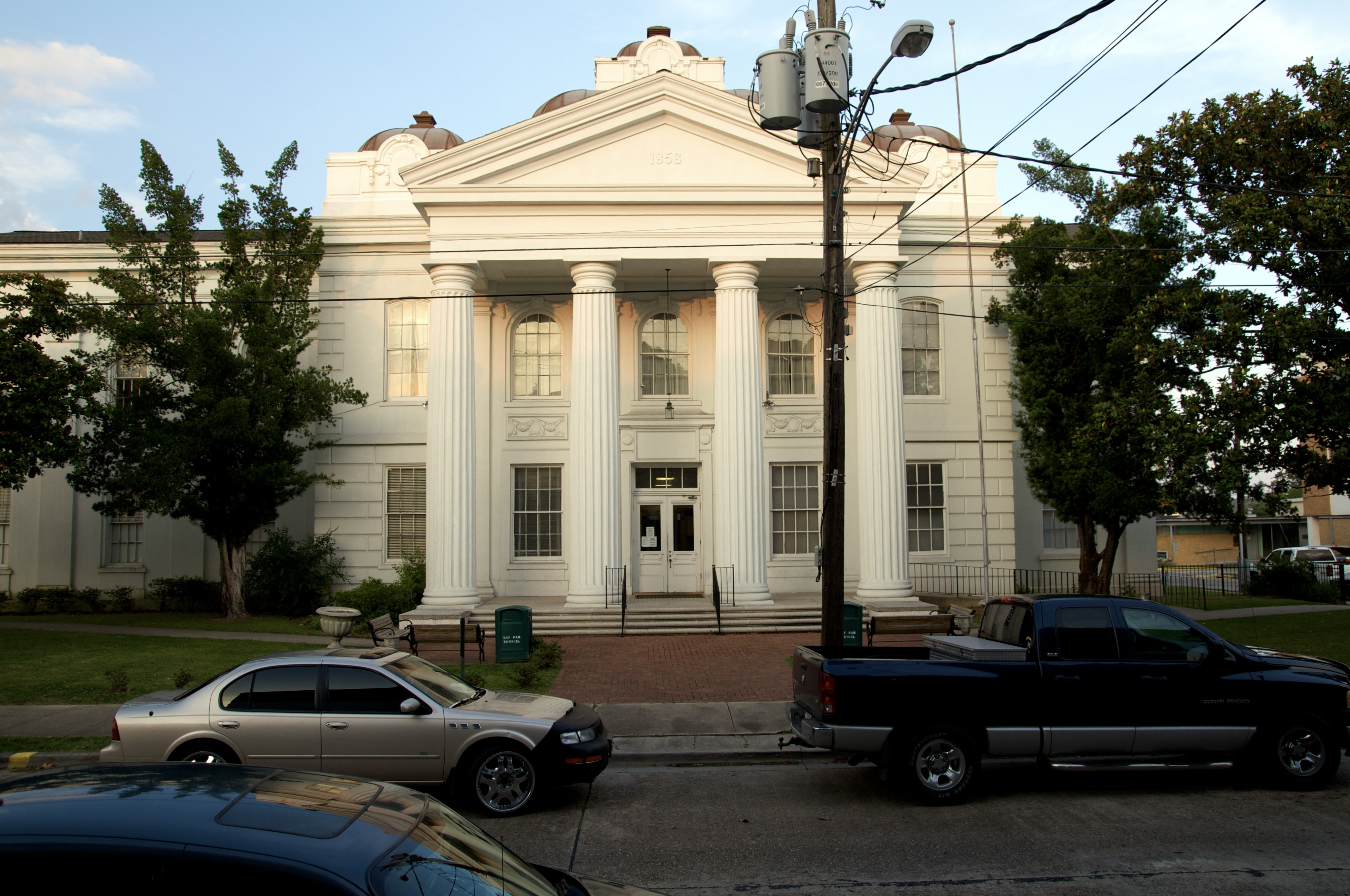
Lafourche Parish Courthouse
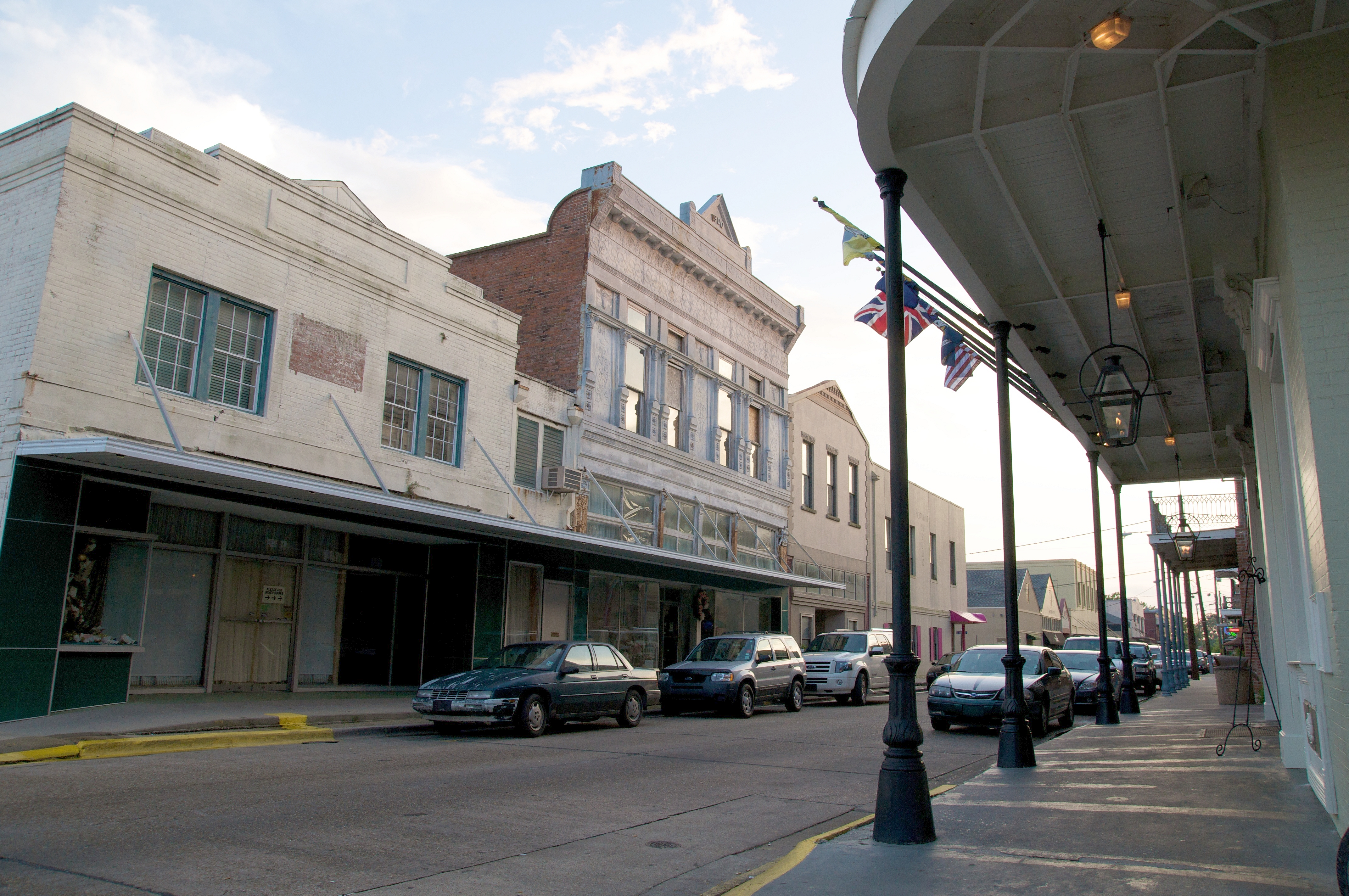
Stadscentrum
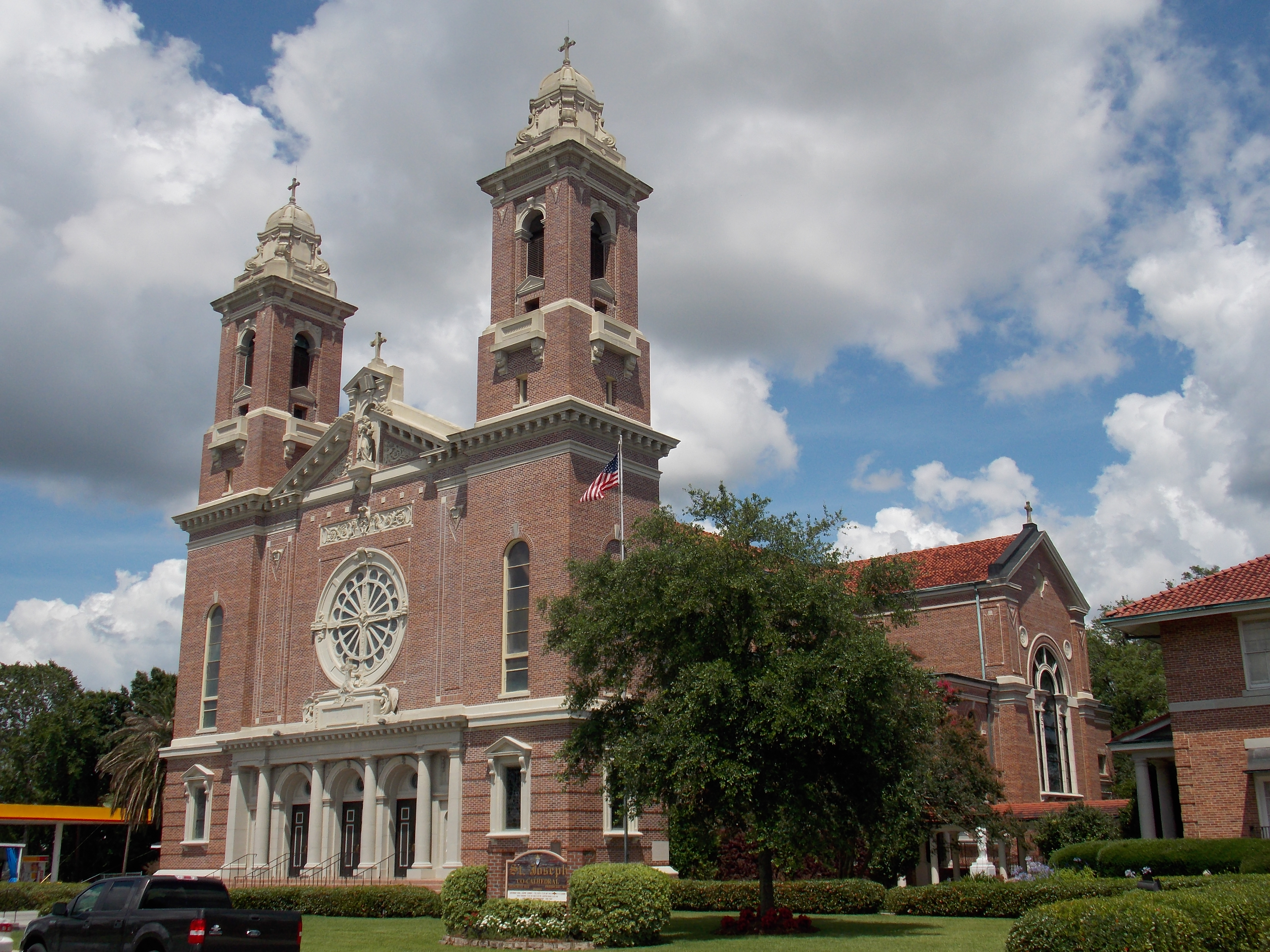
Katholieke St. Joseph-kathedraal, co-kathedraal van het bisdom Houma-Thibodaux
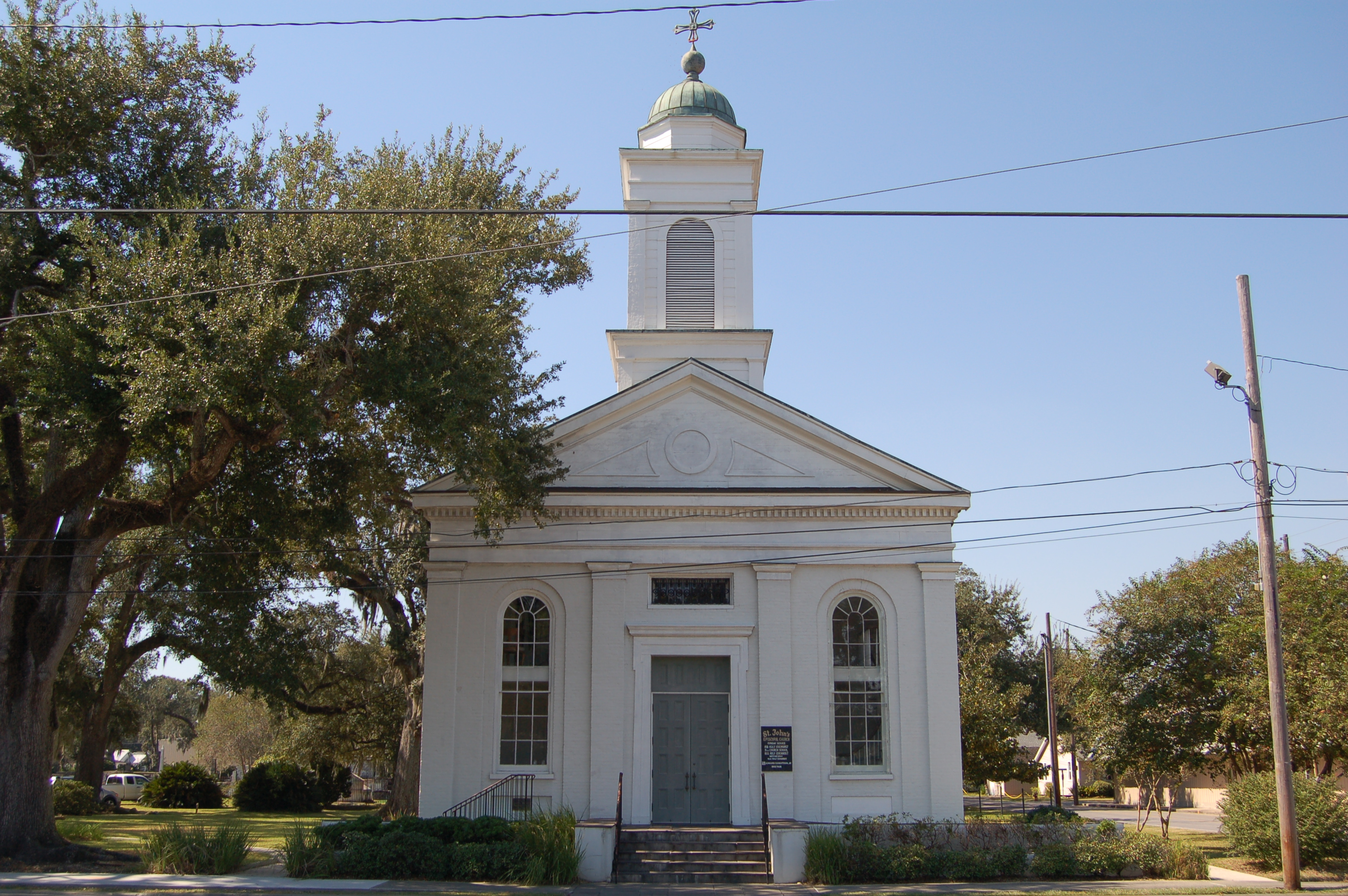
Episcopaalse St. John-kerk
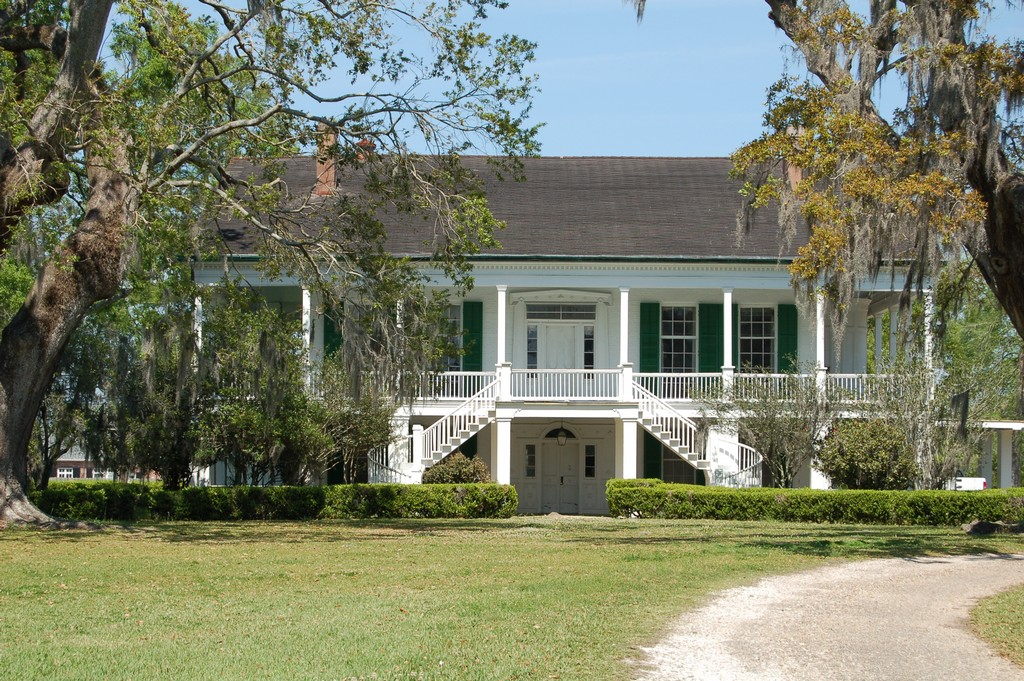
Rienzi Plantation House

## Demografie
Bij de volkstelling in 2000 werd het aantal inwoners vastgesteld op 14.431.
In 2006 is het aantal inwoners door het United States Census Bureau geschat op 14.510, een stijging van 79 (0,5%).

## Geografie
Volgens het United States Census Bureau beslaat de plaats een oppervlakte van
14,2 km², geheel bestaande uit land. Thibodaux ligt op ongeveer 4 m boven zeeniveau.

## Plaatsen in de nabije omgeving
De onderstaande figuur toont nabijgelegen plaatsen in een straal van 20 km rond Thibodaux.